# هارومی ایکوما
هارومی ایکوما (انگلیسی: Harumi Ikoma؛ زادهٔ ۵ فوریه ۱۹۷۰ (53 سال)) صداپیشه اهل ژاپن است. وی از سال ۱۹۹۲ میلادی تاکنون مشغول فعالیت بوده‌است.